# Cratere Gastre
Gastre  è un cratere sulla superficie di Marte.